# 기준 (신)
기준(紀逡, ? ~ ?)은 전한 말기 ~ 신나라의 관료로, 자는 왕사(王思)이며 낭야군 사람이다.

## 행적
전한 성제 때 설방·순월·순상·당림·당존과 함께 청렴한 선비로 명성이 있었고, 신나라 때 왕망에게 중용되어 간의좨주(諫議祭酒)를 지냈다.
신 천봉 4년(17년), 이미 은퇴한 기준은 봉덕후(封德侯)에 봉해지고 특진의 지위를 받아 삼공에 준하는 예우를 받게 되었고, 궤장 또한 하사받았다.

## 출전
- 반고, 《한서》
  - 권72 왕공양공포전
  - 권99하 왕망전 下